# Aleksandar Stanojević
Alexsandar Stanojević, né le 28 octobre 1973 à Belgrade, est un joueur et entraîneur de football serbe.

## Biographie

### Carrière de joueur
Milieu défensif qui a passé la majorité de sa carrière au FK Partizan Belgrade, Stanojević a évolué également au FK Obilić Belgrade en 1993, puis au club espagnol du RCD Majorque en 1995/96.
Revenu au Partizan en 1998, il y remporte le championnat et la Coupe dans les trois dernières saisons de sa carrière qui s'achevait à Videoton, en Hongrie.

### Carrière d'entraîneur
Sa carrière d'entraîneur débute en 2003 au centre de formation de l'OFK Belgrade. Il est également adjoint dans l'équipe première. Il prend ensuite le club de deuxième division de Srem en 2006.
De retour au Partizan en décembre 2006, comme adjoint de Miroslav Đukić, il suit aussi ce dernier en équipe nationale de Serbie pour un peu plus d'un an.
Après la démission de Djukić, en août 2008, Stanojević hérite de la sélection serbe M19 qu'il mène en demi-finale du Championnat d'Europe des moins de 19 ans de l'UEFA en Ukraine. Il travaille aussi avec Ratomir Dujković, sélectionneur des Espoirs. Il succède à Goran Stevanović au Partizan en avril 2010, devenant, à 36 ans, le plus jeune entraîneur de l'Histoire du club belgradois. Rapidement, il remporte le titre et, au début de la saison suivante, devient le premier Serbe à mener un club de son pays en phase de groupes de la Ligue des champions. Il entraîne d'avril à novembre 2012 le club de Dalian Aerbin, en Chine. En novembre 2012, il est nommé entraineur de Beijing Guoan. Il est remplacé par Gregorio Manzano début 2014.
Il rejoindra le Maccabbi Haïfa, club israélien en juillet 2014. Mais il ne passera que six mois au club. Il démissionnera fin décembre 2014 après une défaite contre le Beitar Jérusalem (1-3). Le club était à la 4e place